# Anthanassa gisela
Anthanassa gisela är en fjärilsart som beskrevs av Johannes Karl Max Röber 1913. Anthanassa gisela ingår i släktet Anthanassa och familjen praktfjärilar. Inga underarter finns listade i Catalogue of Life.